# Bázlerova pískovna (jezero)
Bázlerova pískovna je jezero vzniklé zatopením pískovny v okrese Olomouc v Olomouckém kraji v České republice. Nachází se v polích asi 0,5 km severně od okraje okresního města Olomouc, místní části Lazce v katastru obce Černovír. Leží v nadmořské výšce 220 m. Rozloha vodní plochy je 0,382 ha. Vodní hladinu pokrývá okřehek menší a listy stulíku, roste zde i halucha vodní či psárka plavá. Z živočichů se zde nacházejí vzácné druhy obojživelníků (blatnice skvrnitá, ropucha, čolek).

## Ochrana přírody
Dne 30. července 1993 bylo jezírko vyhlášené přírodní památkou stejného jména.
Jezírko v pískovně bylo dlouho ponecháno samovolnému vývoji. V roce 2014 došlo k odbahnění sedimentu a navážek i prosvětlení okolního porostu.

## Galerie

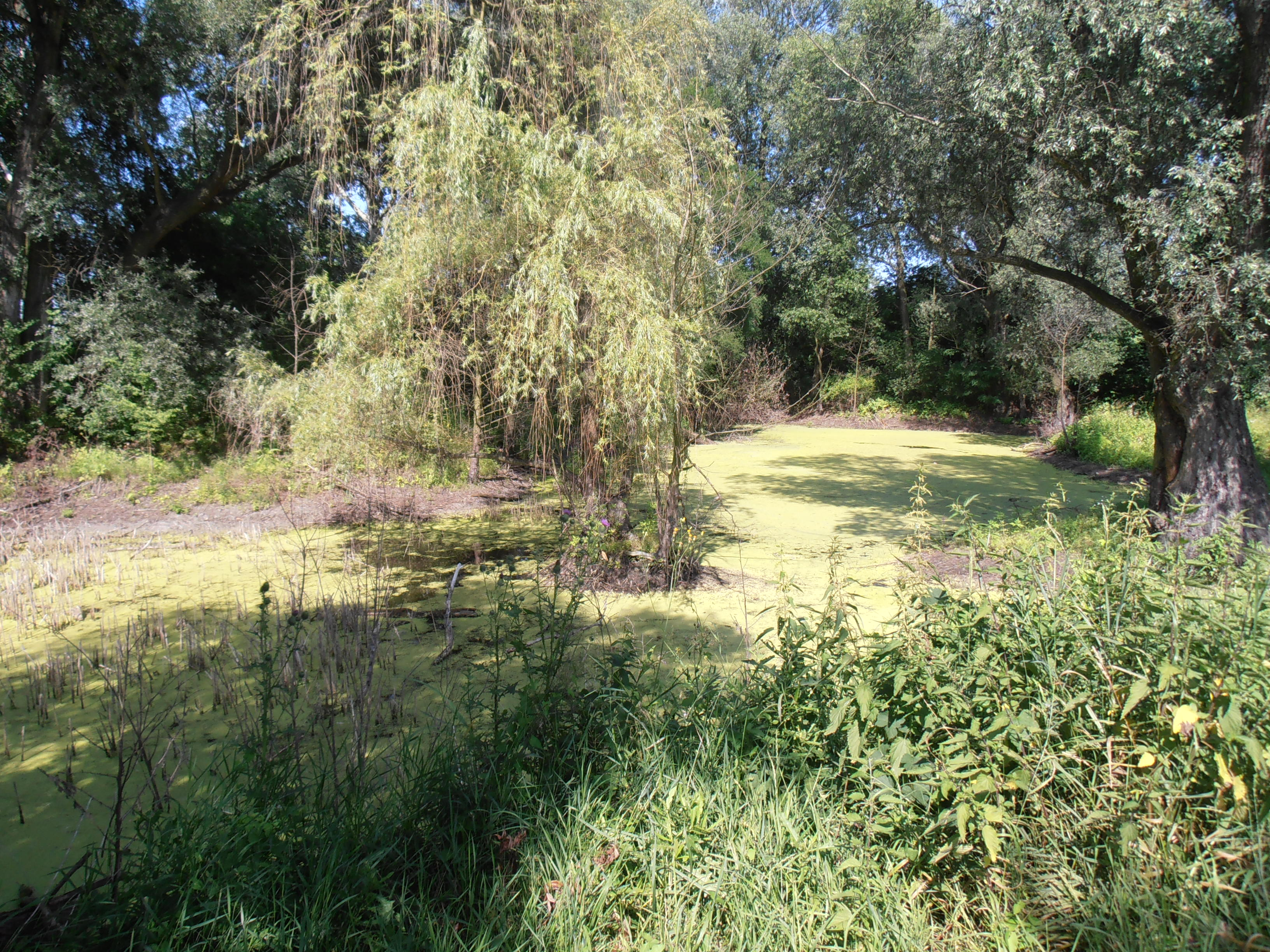
jezírko v roce 2011
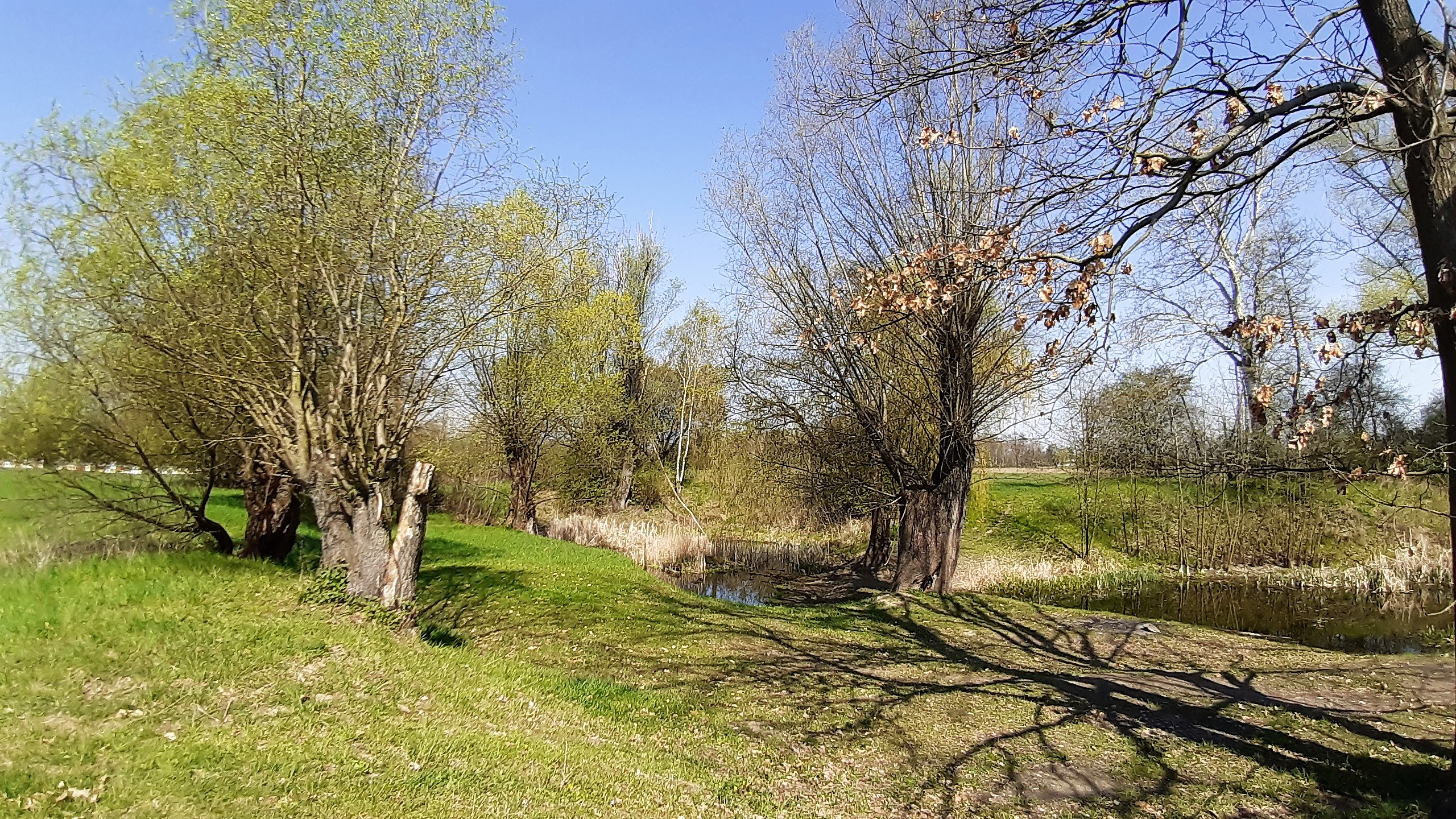
Bázlerova pískovna v roce 2023
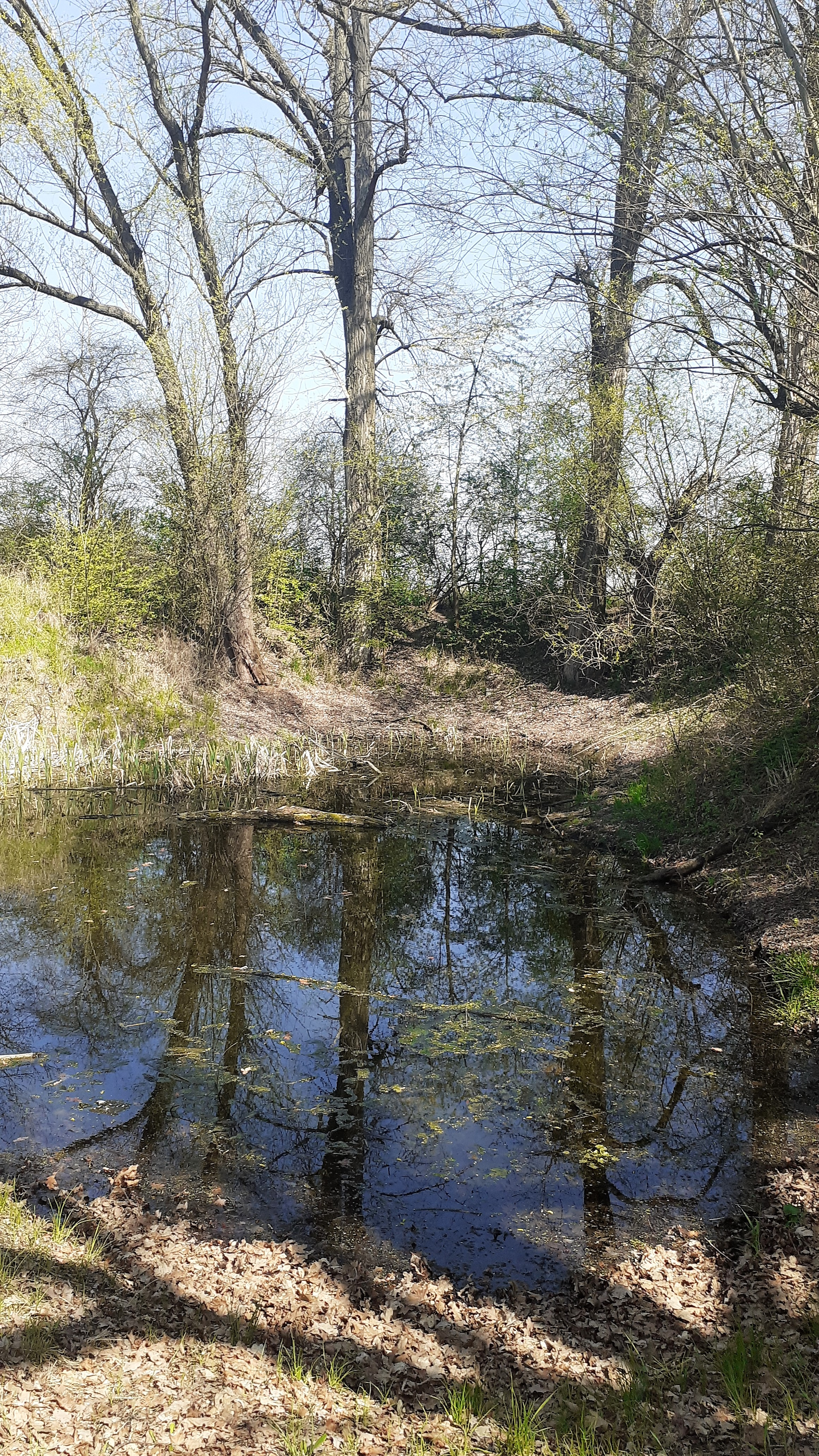
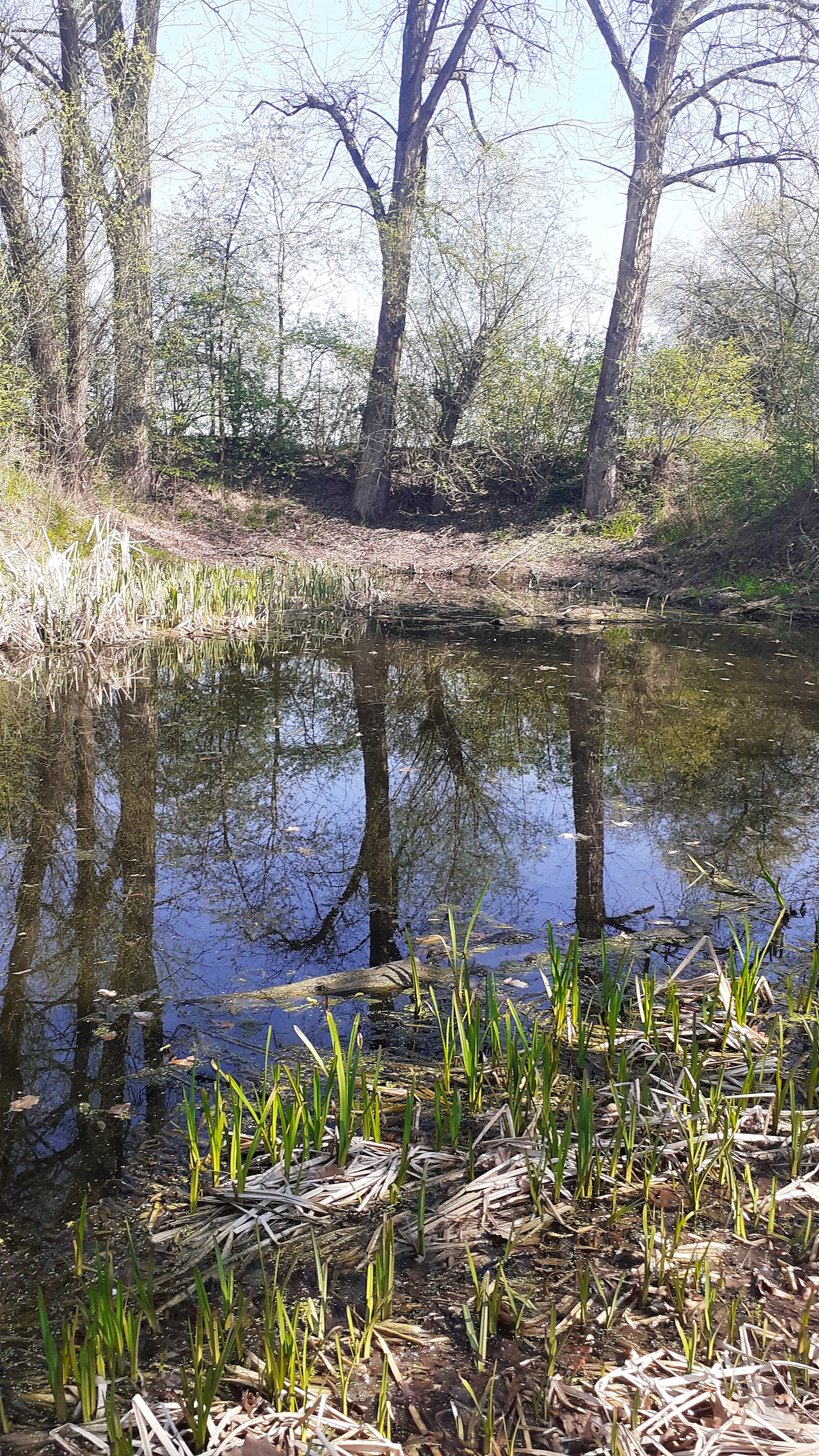